# Sinan Akçıl
Sinan Akçıl (20 mei 1982) is een Turkse componist, liedjesschrijver, muziekproducent en zanger. Hij is beroemd om zijn werk met vele grote Turkse artiesten zoals Hadise en Hande Yener.

## Carrière
Sinan Akçıl werd op 20 mei 1983 geboren in Leeuwarden, Nederland. Hij is de zoon van muzikant Saim Akçıl. Sinan Akçıl brak door met een samenwerking met Emel Müftüoğlu's album Arabesk. Hierna produceerde hij nog nummers met Hadise, Aygün Kazımova, Hande Yener en Ferhat Göçer. Zijn grootste internationale succes was met Hadise's nummer Düm Tek Tek, dat als vierde eindigde op het Eurovisiesongfestival in 2009.
In 2011 begon zijn zangcarrière. Hij maakte enkele Turkse (zomer)hits samen met Hande Yener zoals Atma en Söndürülmez Istanbul.

## Discografie

### Albums
| Jaar | Titel/Artiest/Lied                                         | Taak        |
| ---- | ---------------------------------------------------------- | ----------- |
| 2004 | Nihayet / Zeynep Casalini (Duvar)                          | Arrangement |
| 2005 | Bir Dilek Tut Benim İçin / İzel (Bir Dilek Tut Benim İçin) | Arrangement |
| 2006 | Dokunma Bana / Zeynep Casalini (Dokunma Bana)              | Arrangement |
| 2007 | Devamı Var / Mustafa Sandal (İndir)                        | Songwriter  |
| 2007 | Işıklı Yol / İzel (Gurur)                                  | Songwriter  |
| 2007 | Enbe Orkestrası / Aslı Güngör (Kalp Kalbe Karşı)           | Arrangement |
| 2008 | Çok Sevdim İkimizi / Ferhat Göçer (Biri Bana Gelsin)       | Songwriter  |
| 2008 | Aşk Hiç Bitmez / Gülben Ergen (Bay Doğru)                  | Songwriter  |
| 2008 | Herkes Evine / Ziynet Sali (Herkes Evine)                  | Songwriter  |
| 2009 | Dönüm Noktam / Cenk Eren (Kendime Kaldım)                  | Songwriter  |
| 2009 | Kahraman / Hadise (Evlenmeliyiz)                           | Songwriter  |
| 2009 | Hayal / Nilüfer (Bir Bilseydin)                            | Songwriter  |

### Singles
| Jaar | Titel/artiest        | Taak       |
| ---- | -------------------- | ---------- |
| 2009 | Düm Tek Tek / Hadise | Songwriter |